# Cesarica (glazbena nagrada)
Cesarica je hrvatska glazbena nagrada koja daje priznanja najboljim glazbenicima u domaćoj zabavnoj glazbi. Posebnost ove nagrade leži u činjenici da o njoj odlučuje publika, birajući najpopularnija i najuspješnija glazbena ostvarenja.

## Povijest i značaj
Naziv nagrade inspiriran je istoimenom pjesmom „Cesarica” Olivera Dragojevića, koja je osvojila četiri Porina i smatra se jednom od najuspješnijih hrvatskih pjesama. Inicijativu za pokretanje nagrade pokrenulo je Hrvatsko društvo skladatelja (HDS) u suradnji s Hrvatskom udrugom za zaštitu izvođačkih prava (HUZIP), dok organizaciju provodi Unison - hrvatski glazbeni savez. Dodjeljuje se od 2017. godine.

## Kategorije nagrada
- 1. Hit mjeseca - mjesečno priznanje koje se dodjeljuje najuspješnijoj pjesmi prema glasovima publike.
- 2. Hit godine - prestižna nagrada koja se bira između 12 mjesečnih hitova.
- 3. Hit autor - priznanje autoru s najviše pjesama u finalu.
- 4. Cesarica Bestseller - nagrada za izvođača s najvećom prodajom koncertnih ulaznica.
- 5. Cesarica Digitalni Bestseller - priznanje za najveći broj streamova novih pjesama na digitalnim platformama.

## Proces odabira
Stručno uredništvo Cesarice, sastavljeno od nezavisnih stručnjaka, nadzire proces vrednovanja i kontrole objektivnih parametara konkurentnih snimaka. Projekt ima za cilj dodatno promicanje hrvatske glazbe te aktivno uključivanje publike u proces prepoznavanja i nagrađivanja glazbenih uspješnica.
Dobitnik nagrade za hit godine dobiva prestižni status „Cesarice” do sljedećeg izbora.

## Hit godine
- „Dani i godine” - Nina Badrić, 2017.
- „Ako te pitaju” - Petar Grašo, 2018.
- „Sve dok sanjaš” - Franka Batelić, 2019.
- „Ova ljubav” - Zsa Zsa ft. Hiljson Mandela, 2020.
- „Jel ti reka ko” - Petar Grašo, 2021.
- „Trebaš li me” - Matija Cvek i Eni Jurišić, 2022.
- „Mama ŠČ!” - Let 3, 2023.
- „Rim Tim Tagi Dim” - Baby Lasagna, 2024.